# Província d'El Kelâa des Sraghna
La província d'El Kelaâ des Sraghna (en àrab إقليم قلعة السراغنة, iqlīm Qalʿat as-Srāḡna) és una de les províncies del Marroc, fins 2015 part de la regió de Marràqueix-Tensift-El-Haouz i actualment de la de Marràqueix-Safi. Té una superfície de 4.214 km² i 754,705 habitants censats en 2004. La capital és El Kelaâ des Sraghna.

## Divisió administrativa
La província d'El Kelaâ des Sraghna consta de 3 municipis i 39 comunes:
| Nom                    | Codi geogràfic | Tipus        | Llars | Població (2004) | Estrangers | Nacionals | Notes                                                                                     |
| ---------------------- | -------------- | ------------ | ----- | --------------- | ---------- | --------- | ----------------------------------------------------------------------------------------- |
| El Kelaâ des Sraghna   | 191.01.03.     | Municipi     | 13722 | 68694           | 27         | 68667     |                                                                                           |
| Laattaouia             | 191.01.05.     | Municipi     | 3769  | 20237           | 0          | 20237     |                                                                                           |
| Sidi Rahhal            | 191.01.07.     | Municipi     | 1228  | 6352            | 1          | 6351      |                                                                                           |
| Tamallalt              | 191.01.09.     | Municipi     | 2137  | 12212           | 2          | 12210     |                                                                                           |
| Chtaiba                | 191.03.01.     | Comuna rural | 1246  | 7874            | 0          | 7874      |                                                                                           |
| Eddachra               | 191.03.03.     | Comuna rural | 1032  | 6754            | 0          | 6754      |                                                                                           |
| El Aamria              | 191.03.05.     | Comuna rural | 1337  | 8382            | 0          | 8382      |                                                                                           |
| El Marbouh             | 191.03.07.     | Comuna rural | 1294  | 7587            | 0          | 7587      |                                                                                           |
| Errafiaya              | 191.03.09.     | Comuna rural | 780   | 4559            | 0          | 4559      |                                                                                           |
| Hiadna                 | 191.03.11.     | Comuna rural | 1402  | 9501            | 0          | 9501      |                                                                                           |
| Lounasda               | 191.03.13.     | Comuna rural | 1503  | 9568            | 0          | 9568      |                                                                                           |
| Mayate                 | 191.03.15.     | Comuna rural | 1779  | 11504           | 0          | 11504     |                                                                                           |
| Oulad Aamer            | 191.03.17.     | Comuna rural | 926   | 6089            | 0          | 6089      |                                                                                           |
| Oulad Bouali Loued     | 191.03.19.     | Comuna rural | 933   | 6031            | 0          | 6031      |                                                                                           |
| Oulad Cherki           | 191.03.21.     | Comuna rural | 1019  | 7165            | 0          | 7165      |                                                                                           |
| Oulad El Garne         | 191.03.23.     | Comuna rural | 1069  | 6174            | 0          | 6174      |                                                                                           |
| Oulad Massaoud         | 191.03.25.     | Comuna rural | 749   | 4773            | 0          | 4773      |                                                                                           |
| Oulad Msabbel          | 191.03.27.     | Comuna rural | 852   | 5527            | 0          | 5527      |                                                                                           |
| Oulad Sbih             | 191.03.29.     | Comuna rural | 970   | 6131            | 0          | 6131      |                                                                                           |
| Oulad Yaacoub          | 191.03.31.     | Comuna rural | 1152  | 6497            | 1          | 6496      |                                                                                           |
| Oulad Zarrad           | 191.03.33.     | Comuna rural | 1744  | 11228           | 0          | 11228     |                                                                                           |
| Sidi El Hattab         | 191.03.35.     | Comuna rural | 1149  | 8191            | 0          | 8191      |                                                                                           |
| Sidi Moussa            | 191.03.37.     | Comuna rural | 1314  | 9260            | 0          | 9260      |                                                                                           |
| Taouzint               | 191.03.39.     | Comuna rural | 813   | 5111            | 0          | 5111      |                                                                                           |
| Znada                  | 191.03.41.     | Comuna rural | 1530  | 8830            | 1          | 8829      |                                                                                           |
| Assahrij               | 191.05.01.     | Comuna rural | 2188  | 14165           | 0          | 14165     | 1732 residents viuen al centre, anomenat Assahrij; 12433 residents viuen en zones rurals. |
| Bouya Omar             | 191.05.03.     | Comuna rural | 2142  | 13640           | 3          | 13637     |                                                                                           |
| Choara                 | 191.05.05.     | Comuna rural | 1489  | 9577            | 0          | 9577      |                                                                                           |
| Dzouz                  | 191.05.07.     | Comuna rural | 1479  | 9525            | 0          | 9525      |                                                                                           |
| Fraita                 | 191.05.09.     | Comuna rural | 1759  | 10555           | 0          | 10555     |                                                                                           |
| Jbiel                  | 191.05.11.     | Comuna rural | 1751  | 10852           | 0          | 10852     |                                                                                           |
| Jouala                 | 191.05.13.     | Comuna rural | 1771  | 11373           | 0          | 11373     |                                                                                           |
| Laatamna               | 191.05.15.     | Comuna rural | 1697  | 10110           | 0          | 10110     |                                                                                           |
| Laattaouia Ech-Chaybia | 191.05.16.     | Comuna rural | 673   | 3890            | 0          | 3890      |                                                                                           |
| Oued Lakhdar           | 191.05.17.     | Comuna rural | 1469  | 9362            | 0          | 9362      |                                                                                           |
| M'Zem Sanhaja          | 191.05.19.     | Comuna rural | 1359  | 9253            | 1          | 9252      |                                                                                           |
| Ouargui                | 191.05.21.     | Comuna rural | 1615  | 10113           | 0          | 10113     |                                                                                           |
| Oulad Aarrad           | 191.05.23.     | Comuna rural | 1002  | 6491            | 0          | 6491      |                                                                                           |
| Oulad Khallouf         | 191.05.25.     | Comuna rural | 1249  | 8064            | 0          | 8064      |                                                                                           |
| Sidi Aissa Ben Slimane | 191.05.27.     | Comuna rural | 2795  | 17708           | 0          | 17708     |                                                                                           |
| Sour El Aaz            | 191.05.29.     | Comuna rural | 684   | 3910            | 0          | 3910      |                                                                                           |
| Zemrane                | 191.05.31.     | Comuna rural | 2477  | 15996           | 0          | 15996     |                                                                                           |
| Zemrane Charqia        | 191.05.33.     | Comuna rural | 4198  | 27415           | 1          | 27414     |                                                                                           |